# 坎波利德尔蒙泰塔布尔诺
坎波利德尔蒙泰塔布尔诺（義大利語：Campoli del Monte Taburno），是意大利贝内文托省的一个市镇。总面积9.8平方公里，人口1540人，人口密度157.1人/平方公里（2009年）。ISTAT代码为062014。